# Storia del Club Atlético de Madrid
La storia del Club Atlético de Madrid, secondo club di Madrid nonché terzo club spagnolo per numero di titoli, è caratterizzata da quattro periodi storici: la nascita della squadra come società satellite dell'Athletic Club, gli esordi nei campionati nazionali dopo il divorzio dal club basco, un sessantennio caratterizzato dalla vittoria di nove titoli e di affermazioni a livello internazionale, e un quarto ed ultimo periodo, iniziato agli inizi del terzo millennio in cui la squadra, in seguito a vicissitudini economiche e giudiziarie, cadde in seconda divisione, per poi riprendersi grazie anche al cambio di proprietà e affermarsi come una delle migliori squadre europee.

## Storia

### Succursale dell'Athletic Club

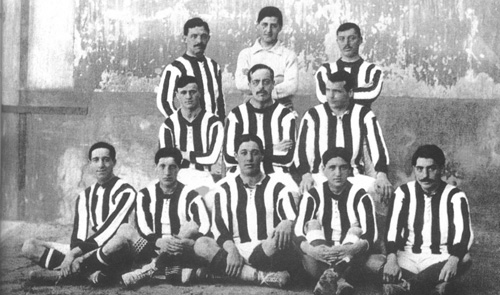
Una delle primissime formazioni del Club Atlético de Madrid

La società fu fondata il 26 aprile 1903 da tre studenti di ingegneria baschi uniti nell'intenzione di creare una società filiale dell'Athletic Club: la squadra prese il nome di Athletic de Madrid e la divisa assunse i colori blu e bianchi, gli stessi dell'uniforme dell'Athletic Club. Alcuni giorni dopo si tenne il primo consiglio d'amministrazione della società, che vide l'entrata di alcuni soci dissidenti del Madrid FC, squadra antenata del Real Madrid, mentre la prima partita fu giocata il 2 maggio 1903 tra alcuni soci. Nel 1910 la squadra, in qualità di succursale dell'Athletic Bilbao, non poté partecipare all'eliminatoria per decidere quale compagine avrebbe rappresentato Madrid in Coppa poiché i calciatori dovevano rinforzare la squadra di Bilbao. Il 22 gennaio 1911 la squadra operò un cambiamento nei colori sociali adottando delle divise bianche a strisce rosse. Questa soluzione fu adottata perché le magliette di quei colori sarebbero state più economiche in quanto si sarebbero potute ricavare dalla foggia dei materassi. E per questo motivo, a tutt'oggi, i tifosi e i giocatori della squadra vengono chiamati colchoneros, ossia materassai.

### Gli esordi

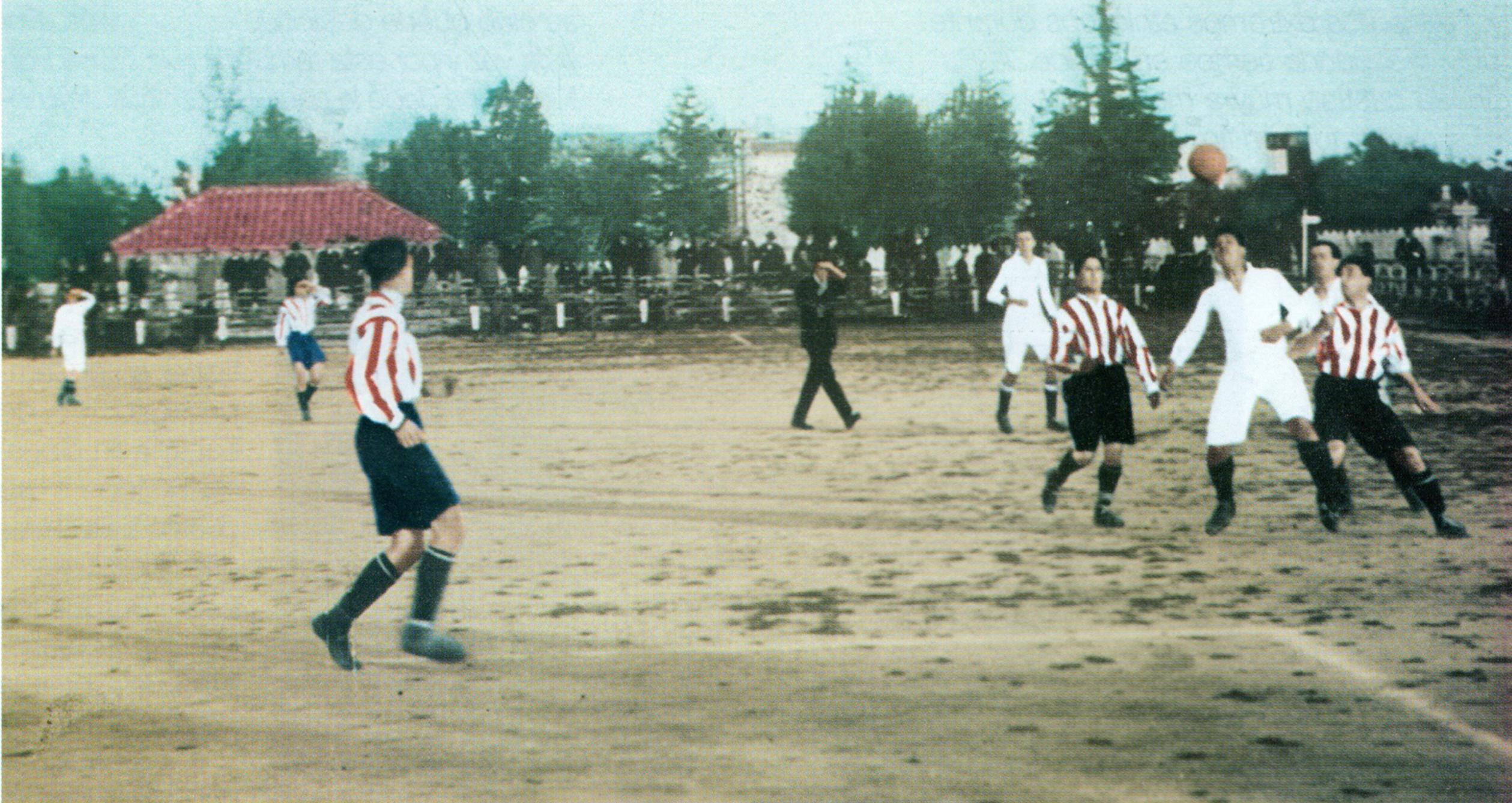
Uno dei primissimi derby di Madrid

La società visse in funzione dell'Athletic Club fino al 1913, anno in cui divorziò dal club basco, divenendo quindi una squadra indipendente. Il presidente Julián Ruete insisté per costruire un impianto dove trasferire la squadra, e il 9 febbraio dello stesso anno fu inaugurato il campo O'Donnell. Il 22 novembre 1917 la prestigiosa rivista sportiva madrilena dell'epoca Madrid-Sport pubblicò in copertina lo scudetto dell'Athletic Club de Madrid, il cui disegno è rimasto praticamente inalterato. Il 23 gennaio del 1921, superando il Madrid FC, la squadra vince il suo primo titolo ufficiale trionfando nel Campeonato Regional de la Federación Centro.
Due anni dopo l'Atlético Madrid si dotò di un proprio stadio, il Metropolitano, che fu inaugurato il 13 maggio del 1923 davanti a 25 000 spettatori. La squadra iniziò a partecipare agli allora principali tornei calcistici spagnoli, ovvero la Coppa del Re (allora chiamata Coppa di Spagna): durante questo periodo la squadra vinse altre due volte il campionato del Centro (nel 1925 batté al Metropolitano la Gimnástica Española, mentre nel 1928 vinse per 3-1 al Chamartín contro il Madrid) e arrivò secondo in Coppa di Spagna nel 1921 e nel 1926. Grazie a questi risultati la squadra fu invitata, nel 1928, a partecipare alla neonata Primera División: nei primi campionati professionistici l'Atlético Madrid navigò tra le posizioni basse della classifica e la Segunda División, in cui retrocesse nel 1930 e nel 1936, nel campionato antecedente la guerra civile.

### Primi titoli e cambi di denominazione

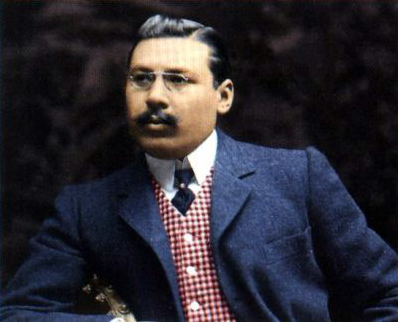
Enrique Allende, primo presidente del Club Atlético de Madrid.

Al termine della guerra civile, nel 1939, l'Atlético Madrid si ritrovò privo di otto uomini della rosa, caduti durante il conflitto. La società decise di fondersi con il neonato club Aviación Nacional (fondato da alcuni membri dell'aviazione spagnola), a cui era stata promessa l'iscrizione in massima serie. Grazie anche alla defezione del Real Oviedo, impossibilitato a giocare il campionato a causa del terreno di gioco completamente distrutto dal conflitto, l'Atlético poté fondersi con l'Aviación Nacional assumendo il nome di Athletic Aviación de Madrid, recuperando quindi i giocatori persi durante il conflitto ed iscrivendosi alla Primera División. Guidati da Ricardo Zamora, i colchoneros rientrarono prepotentemente in massima serie, vincendo i due campionati successivi alla conclusione delle ostilità (1939-40 e 1940-41). Negli anni quaranta il club si mantenne tra le prime posizioni di classifica, oscillando tra il secondo e il quarto posto e annoverando calciatori di qualità come Juncosa, Vidal, Silva, Campos e Escudero che formavano la cosiddetta Delantera de seda. Durante questo periodo la società, a causa delle imposizioni del nuovo regime franchista, fu costretta a cambiare denominazione più volte: nel 1941 la squadra fu rinominata in Atlético Aviacion de Madrid a causa del divieto alle società di fare uso dei nomi stranieri, mentre cinque anni dopo le fu imposto di togliersi il riferimento di associazione militare, assumendo definitivamente il nome di Club Atlético de Madrid.

### L'esordio in Europa
L'inizio degli anni cinquanta vide un periodo di dominio da parte dell'Atlético Madrid che, allenato da Helenio Herrera, vinse i primi due campionati del decennio (1949-50 e 1950-51). Tuttavia, la partenza di Herrera nel 1952 coincise con un periodo di declino per i colchoneros, che nella stagione 1953-54 si salvarono per un punto. Dopo alcuni campionati di classifica medio-alta, al termine della stagione 1957-58 i colchoneros terminarono secondi a tre punti dai rivali cittadini del Real Madrid. La simultanea vittoria della Coppa dei Campioni da parte delle merengues consentì all'Atlético Madrid di esordire in campo europeo. Guidata da giocatori come Vavá e Peiró, la squadra si lasciò dietro il Drumcondra, il CSKA Sofia e lo Schalke 04, approdando in semifinale contro i rivali cittadini (nonché detentori della manifestazione) del Real Madrid. I colchoneros furono sconfitti per 2-1 al Bernabéu, ma si rifecero per 1-0 al ritorno, rendendo necessario uno spareggio, che vide le merengues prevalere di misura nuovamente per 2-1.
Stoccarda, Neckarstadion, 9 settembre 1962
 Atlético Madrid -  Fiorentina 3-0
Marcatori:  8’ Jones,  27’ Mendonça,  59’ Peiró
ATLÉTICO MADRID: Madinabeytia, Rivilla, Calleja, Ramiro, Griffa, Jordán, Jones, Adelardo, Mendonça, Peiró, Collar. Allenatore: Villalonga
FIORENTINA: Albertosi, Robotti, Castelletti, Malatrasi, Orzan, Marchesi, Hamrin, Ferretti, Milani, Dell'Angelo, Petris. Allenatore: Hidegkuti
Arbitro:  Kurt Tschenscher
Negli anni successivi l'Atlético Madrid continuò a confermarsi come squadra di classifica medio-alta, avendo in rosa calciatori come Collar e Peiró che insieme costituivano quella che era soprannominata ala infernal sulla fascia sinistra. I colchoneros vinsero per due anni consecutivi (1959-60 e 1960-61) la coppa nazionale (allora chiamata Copa del Generalísimo in onore di Francisco Franco), incontrando in finale, in entrambe le occasioni, il Real Madrid al Santiago Bernabéu. La vittoria nella stagione 1960-61 permise tra l'altro ai colchoneros di tornare a calcare le scene internazionali, guadagnando l'accesso alla Coppa delle Coppe, competizione riservata ai vincitori delle coppe nazionali dei paesi aderenti alla UEFA. Dopo aver sconfitto in sequenza Leicester City, Werder Brema e Motor Jena, i colchoneros incontrarono nella finale dell'Hampden Park di Glasgow i campioni in carica della Fiorentina: il match si concluse in parità (aprì Peiró e pareggiò Hamrin) dopo i tempi supplementari, rendendo necessario lo spareggio, che si giocò dopo alcuni mesi a causa della disorganizzazione dell'evento. Il match si svolse in Germania Ovest, nell'allora Neckarstadion di Stoccarda e questa volta l'epilogo fu diverso in quanto i colchoneros chiusero la partita già nel primo tempo, arrotondando il risultato a 3-0 nel secondo. Nella stagione successiva l'Atlético Madrid riuscì a raggiungere nuovamente la finale, ma fu travolto per 5-1 dagli inglesi del Tottenham Hotspur. In questo periodo la società, che continuò a confermarsi squadra di classifica medio-alta vincendo anche un'altra edizione della Copa del Generalísimo nella stagione 1964-65, fu inoltre rilevata dall'imprenditore Vicente Calderón.

### Il trionfo mondiale

Isacio Calleja (n. 3) saluta Pierluigi Cera il 21 ottobre 1970, prima della sfida di Coppa dei Campioni tra i Colchoneros e il.

A partire dalla seconda metà degli anni sessanta i colchoneros divennero l'unica squadra in grado di contrastare realmente il dominio dei rivali cittadini del Real Madrid, vincendo tre campionati nelle stagioni 1965-66, 1969-70 e 1972-73. Il 2 ottobre 1966 fu inaugurato il nuovo stadio Manzanares che, a differenza degli impianti dell'epoca, era provvisto di posti a sedere in tutti i settori. Per la stagione 1973-74 l'Atlético Madrid, forte di uomini di sicuro valore come Miguel Reina, Adelardo, Irureta, Melo e il capitano Luis Aragonés, fu indicato come una delle pretendenti alla vittoria finale in Coppa dei Campioni. I colchoneros, guidati dall'argentino Juan Carlos Lorenzo, tennero fede ai pronostici approdando in finale dopo aver eliminato, in sequenza, il Galatasaray, la Dinamo Bucarest, la Stella Rossa e il Celtic (quest'ultimo regolato per 2-0 al Vicente Calderón). Avversari dell'Atlético Madrid furono i tedeschi d'Occidente del Bayern Monaco, potenza emergente del calcio europeo forte di elementi come Franz Beckenbauer e Gerd Müller, alla sua prima finale nella manifestazione. Il 15 maggio 1974 andò in scena allo Stadio Heysel di Bruxelles la finale, che vide sul piano del gioco il dominio dei colchoneros, abili nel neutralizzare gli attacchi degli avanti tedeschi (in particolare Heredia su Müller), ma ciò non fu sufficiente per vincere. Ad un gol di Aragonés su punizione all'ottavo minuto del secondo tempo supplementare, i tedeschi risposero infatti con un tiro dalla distanza di Schwarzenbeck a pochi secondi dal termine. Si dovette quindi procedere alla ripetizione, in cui i colchoneros, minati nel morale e nella condizione fisica, furono sopraffatti per 4-0 dai tedeschi.
Madrid, Estadio Vicente Calderón, 10 aprile 1975
 Atlético Madrid -  Independiente 2-0
Marcatori:  21’ Irureta,  85’ Ayala
ATLÉTICO MADRID: Pacheco, Melo, Heredia, Eusebio, Capón, Adelardo, Irureta, Alberto (27' Salcedo), Aguilar, Gárate, Ayala. Allenatore: Aragonés
INDEPENDIENTE: Pérez, López, Pavoni, Commisso, Carrica, Balbuena, Saggioratto, Rojas (62' Rodríguez), Bochini, Bertoni. Allenatore: Ferreiro
Arbitro:  Carlos Robles
Nonostante la sconfitta subita, i colchoneros ebbero la possibilità di giocarsi la Coppa Intercontinentale grazie alla rinuncia del Bayern Monaco, che declinò l'invito a causa di problemi di calendario. La squadra, affidata ad inizio di stagione a Luis Aragonés dopo l'esonero di Juan Carlos Lorenzo, dovette affrontare gli argentini dell'Independiente: il primo incontro, andato in scena ad Avellaneda, vide l'Atlético Madrid perdere per una rete a zero, mantenendo intatte le speranze di vincere il trofeo. Nella gara di ritorno, giocata allo stadio Vicente Calderón, i colchoneros riuscirono a rimontare il risultato segnando a metà del primo tempo con Irureta e trovando il gol-vittoria a cinque minuti dal termine dell'incontro con Rubén Ayala. L'Atlético Madrid divenne così il primo ed unico club ad aver vinto la Coppa Intercontinentale senza aver vinto la Coppa dei Campioni. Nelle stagioni successive al trionfo mondiale l'Atlético Madrid, rinnovato in alcuni settori di gioco da Aragonès (furono ceduti diversi giocatori della vecchia guardia come Adelardo, Irureta e Gárate), proseguì il suo periodo d'oro vincendo la coppa del Generalísimo nella stagione 1975-76 (ultima edizione della coppa nazionale spagnola ad assumere questa denominazione dopo la dittatura di Franco) e andando vicino al doblete nella stagione successiva ove vinse il suo ottavo campionato e fu eliminato dall'Amburgo in semifinale di Coppa delle Coppe.

### Cambi di dirigenza
Gli anni ottanta furono caratterizzati da continui avvicendamenti in seno alla presidenza e alla panchina del club: tra il 1980 e il 1982 si susseguirono infatti quattro presidenti e altrettanti allenatori, prima del ritorno di Vicente Calderón che richiamò Aragonés alla guida della squadra. Nonostante queste vicissitudini il club continuò a viaggiare nell'alta classifica, con piazzamenti variabili tra il quarto e il secondo posto. Nella stagione 1984-85 la squadra vinse inoltre il suo unico trofeo del decennio, la Coppa del Re conquistata a spese dell'Athletic Bilbao, regolato per 2-1 grazie a due gol del messicano Hugo Sánchez. Nella stagione successiva i colchoneros raggiunsero la finale di Coppa delle Coppe dopo aver eliminato dal torneo il Celtic, il Bangor City, la Stella Rossa e il Bayer Uerdingen. L'incontro, tenutosi a Lione, vide i colchoneros opposti alla Dinamo Kiev (che forniva gran parte dei giocatori alla nazionale sovietica), che prevalse per tre reti a zero. L'anno successivo Vicente Calderón morì e la società fu acquistata da Jesús Gil, uomo politico e imprenditore.

### L'era Gil

Jesús Gil, presidente dell'Atlético Madrid dal 1987 al 2003.

L'acquisizione del club da parte di Gil corrispose con l'inizio di una nuova era per i colchoneros, i quali tornarono immediatamente nelle prime posizioni di classifica nonostante continui cambi di allenatore. A ridare ulteriore lustro all'Atlético Madrid (la cui società fu trasformata in quel periodo in società anonima con Gil azionista di maggioranza) furono le due vittorie consecutive (1990-91 e 1991-92, quest'ultima dopo una finale combattuta contro i rivali cittadini del Real Madrid) in Coppa del Re. In quegli anni si registrò anche il record di imbattibilità del portiere Abel Resino, che in quattordici partite riuscì a difendere la propria porta per 1 275 minuti senza subire reti. Con la stagione 1995-96 fu sancito il ritorno definitivo dell'Atlético Madrid tra le grandi del calcio spagnolo: rinforzati in estate da una campagna acquisti che vide l'arrivo di Luboslav Penev e Milinko Pantić, che andarono ad affiancarsi ad uomini di sicuro valore come Simeone, Caminero e Kiko, i colchoneros andarono a vincere il loro nono campionato (ponendo fine ad un periodo di astinenza durato diciannove anni) e la Coppa del Re, centrando il doblete. La vittoria del campionato permise inoltre all'Atlético Madrid di ritornare a giocare nella Coppa dei Campioni, nel frattempo rinominata in UEFA Champions League: nella manifestazione i colchoneros, dopo aver vinto il proprio girone che includeva i futuri campioni del Borussia Dortmund, furono eliminati ai quarti dall'Ajax. L'incontro di andata, alla vigilia del quale Gil rilasciò dichiarazioni pesanti nei confronti della squadra avversaria, finì in parità (una rete per parte), mentre al ritorno i lancieri vinsero in una gara combattutissima decisa solo ai tempi supplementari.
L'eliminazione dalla Champions League dette di fatto avvio ad un periodo di declino per i colchoneros: nella stagione 1997-98 la squadra riuscì ad ottenere solo la qualificazione in Coppa UEFA nonostante i 24 gol di Christian Vieri. Nella stagione successiva la squadra, guidata inizialmente da Arrigo Sacchi, si posizionò addirittura nella metà inferiore della classifica, giungendo però (anche se grazie ad alcuni favoritismi arbitrali) fino alle semifinali di Coppa UEFA, dove fu eliminato dal Parma. A questo tracollo dei risultati corrispose anche una crisi societaria conseguente ad uno scandalo politico in cui si trovò implicato Gil, reo di favoritismi nei confronti della mafia e di sottrarre fondi dalle casse comunali di Marbella (comune di cui era sindaco) per investirli per la squadra. In questo contesto, al termine della stagione 1999-00, i colchoneros retrocessero clamorosamente in Segunda División classificandosi penultimi in graduatoria nonostante la presenza di giocatori importanti come Radek Bejbl, Jimmy Floyd Hasselbaink e Santiago Solari. La crisi continuò anche nell'anno successivo, in cui i colchoneros fallirono per differenza reti la promozione, ma al termine della stagione 2001-02, grazie alla guida di Luis Aragonés in panchina, si ritornò in massima serie vincendo il campionato.

### Il rilancio e l'affermazione in Europa

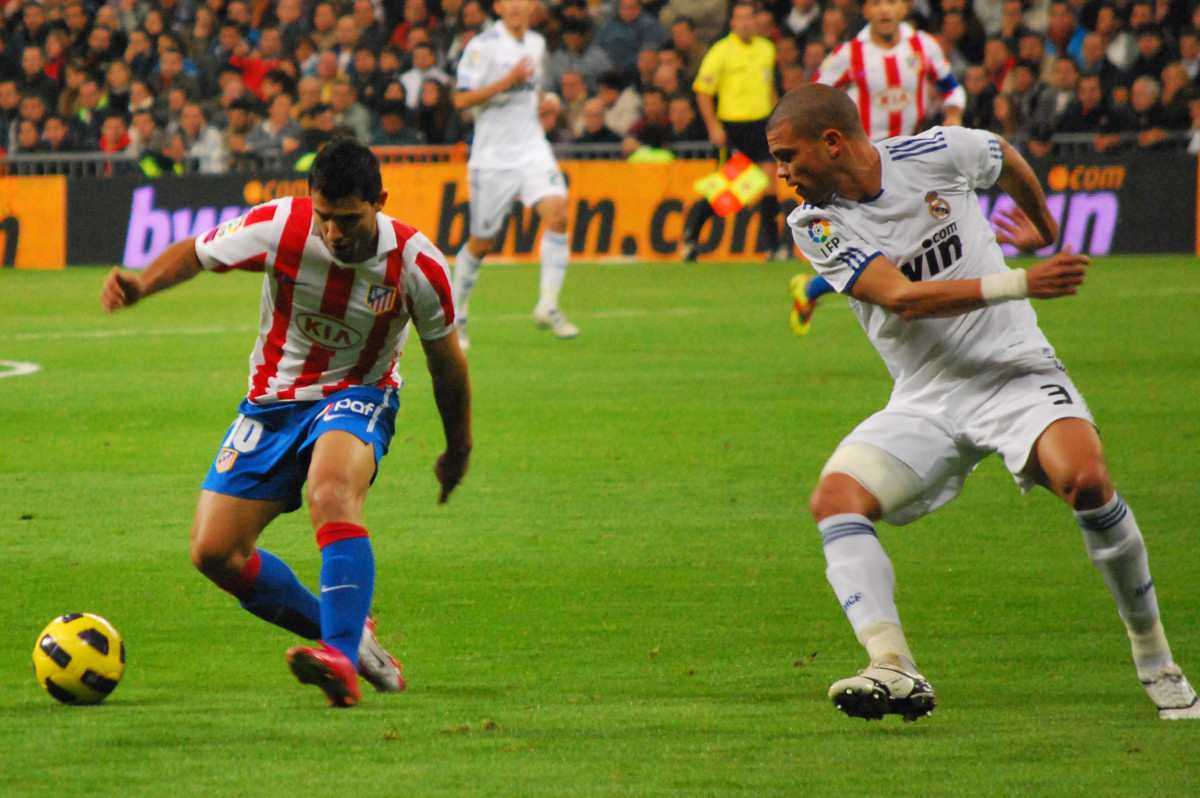
Sergio Agüero impegnato in un derbi madrileño (2010).

Il 28 maggio 2003, al termine della stagione (in cui l'Atlético Madrid si piazzò a metà classifica, valorizzando un talento come Fernando Torres, asse portante della squadra nelle stagioni successive), la società fu rilevata dal produttore cinematografico Enrique Cerezo Torres. Nel medesimo anno l'allora principe delle Asturie Filippo VI di Spagna divenne presidente onorario del centenario del club.
Dopo alcune stagioni di assestamento, in cui i colchoneros oscillarono in posizioni di media classifica, nella stagione 2007-08, grazie ad un organico comprendente Christian Abbiati, Diego Forlán e Sergio Agüero la squadra si piazzò al quarto posto garantendosi l'accesso ai preliminari della Champions League, manifestazione a cui partecipò dopo dodici anni di assenza. Superata la fase preliminare sconfiggendo lo Schalke 04, i colchoneros conclusero il girone del primo turno al secondo posto per differenza reti, per essere poi eliminati agli ottavi di finale dal Porto grazie alla regola dei gol fuori casa. I colchoneros confermarono la loro partecipazione alla massima competizione europea anche per la stagione 2009-2010 (nonostante un avvicendamento sulla panchina a metà campionato tra Javier Aguirre e Abel Resino), ma furono eliminati durante la fase a gironi essendosi piazzati al terzo posto nel raggruppamento C, utile per la qualificazione in UEFA Europa League.

#### Gli anni 2010 e l'era del "Cholismo"
Nella stagione 2009-2010, dopo essersi piazzato terzo nella fase a gironi di Champions League, l'Atletico si afferma nella seconda competizione europea. Il club guidato da Quique Sánchez Flores, dopo un avvio disastroso in campionato, elimina Galatasaray, Sporting Lisbona, Valencia e Liverpool (queste ultime tre grazie alla regola dei gol fuori casa) approdando così in finale, dove sconfigge il Fulham grazie ad un gol di Diego Forlán a quattro minuti dallo scadere dei tempi supplementari.
Il 27 agosto 2010 la squadra si aggiudica la prima Supercoppa europea della propria storia, battendo per 2-0 l'Inter nella gara disputata allo Stadio Louis II di Montecarlo. Nel corso dell'annata 2010-2011 il club si qualifica nuovamente all'Europa League, dove si piazza terza nel proprio girone, venendo eliminata.
Bucarest, Stadionul Național, 9 maggio 2012
 Atlético Madrid -  Athletic Bilbao 3-0
Marcatori:  7’,  34’ Falcao,  85’ Diego
ATLÉTICO MADRID: Courtois, Juanfran, Godín, Miranda, Filipe Luís, Mario Suárez, Gabi, Adrián Lopez (88' Salvio), Diego (90' Koke), Arda Turan (93' Domínguez), Falcao. Allenatore: Simeone
ATHLETIC BILBAO: Iraizoz, Iraola, Martínez, Amorebieta, Aurtenetxe (46' Iñigo Pérez), Iturraspe (46' Ibai Gómez), Herrera (63' Toquero), Óscar de Marcos, Susaeta, Muniain, Llorente. Allenatore: Bielsa
Arbitro:  Wolfgang Stark
Nel corso della stagione 2011-2012 avviene una svolta per la storia recente del club: il 23 dicembre 2011 l'argentino Diego Pablo Simeone è nominato allenatore della compagine madrilena (per cui aveva già giocato dal 1994 al 1997 e dal 2003 al 2005) in sostituzione dell'esonerato Gregorio Manzano, che lascia la squadra al decimo posto della Liga. L'argentino si presenta ai tifosi con parole che saranno il sunto della filosofia, non solo calcistica, di Simeone e dell'Atlético, manifesto del cosiddetto "Cholismo": «Voglio una squadra aggressiva, fisica, agguerrita, basata sul contropiede e sulla velocità, caratteristiche che hanno sempre fatto innamorare i nostri tifosi. Cercheremo di tornare alle radici della nostra storia». Con il Cholo in panchina, la squadra ripete l'ottima prestazione ottenuta due anni prima, arrivando in finale di Europa League dopo aver eliminato ai sedicesimi di finale la Lazio, ex squadra di Simeone, agli ottavi il Beşiktaş, ai quarti l'Hannover 96 e in semifinale i connazionali del Valencia. Nella finale disputata a Bucarest il 9 maggio 2012 l'avversaria è un'altra squadra spagnola, l'Athletic Bilbao allenato da Marcelo Bielsa, contro cui i colchoneros vincono per 3-0. Vincendo tutte e nove le partite disputate nella competizione, l'Atlético stabilisce un record: dal 1º novembre 2011, dopo la vittoria contro l'Udinese, fino all'8 novembre 2012 la squadra inanella una striscia di 15 vittorie consecutive in competizioni europee, migliorando il primato di 11 vittorie consecutive stabilito dall'Ajax tra il 1986 e il 1987 e dal Barcellona tra il 2002 ed il 2003. In campionato, dopo una grande rimonta, l'Atlético si piazza al quinto posto, sfiorando la qualificazione ai preliminari di UEFA Champions League.

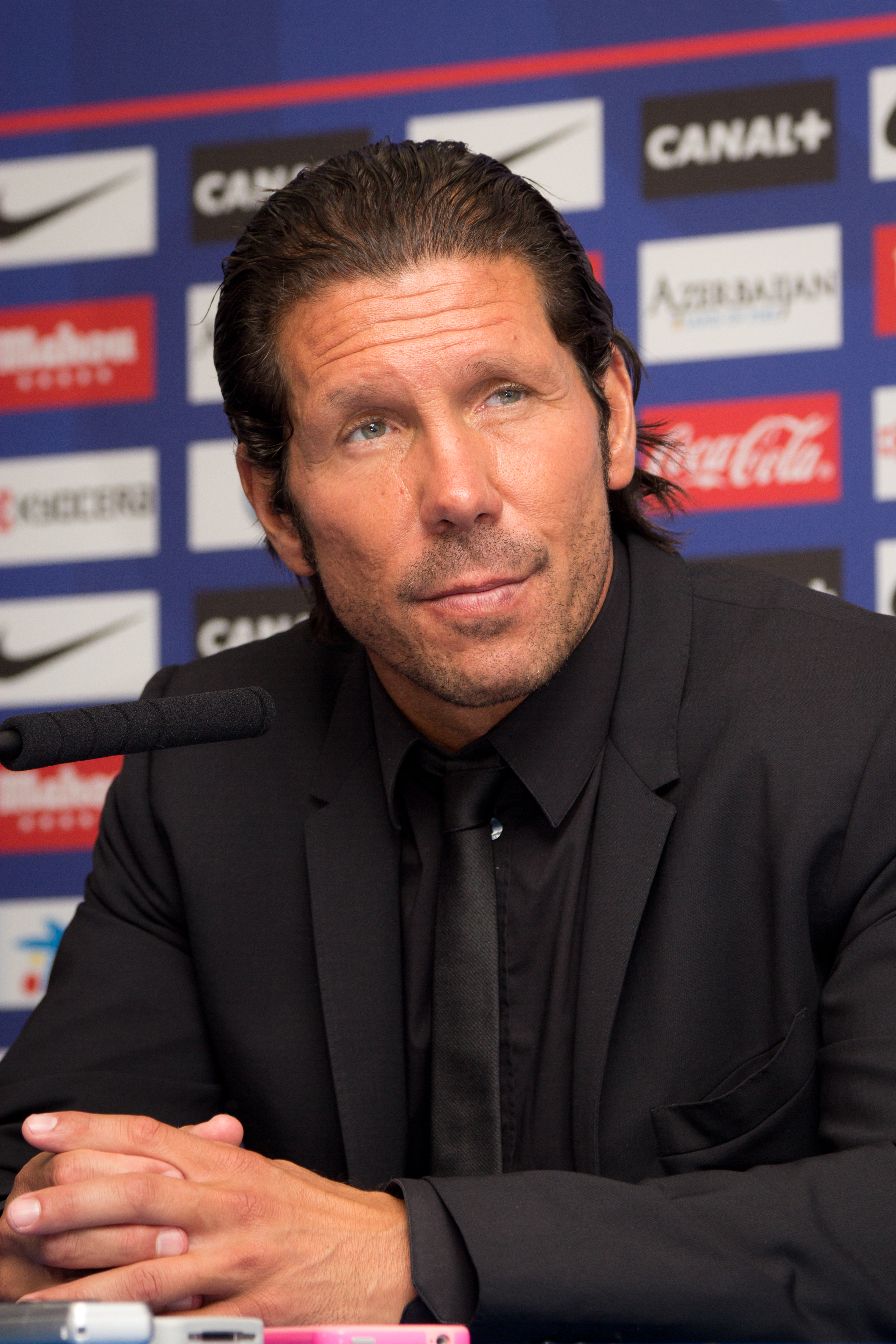
L'allenatore Simeone, tecnico con più presenze e titoli vinti nella storia del club.

La stagione 2012-2013 si apre il 31 agosto, con l'Atlético Madrid che mette in bacheca per la seconda volta la Supercoppa europea battendo con un perentorio 4-1 il Chelsea, con una tripletta di Radamel Falcao. Il 9 dicembre l'Atlético batte per 6-0 il Deportivo La Coruña con cinque reti di Falcao, che eguaglia il record di gol segnati in una partita con l'Atlético, detenuto da Vavá. Il 17 maggio 2013 l'Atlético Madrid vince la sua decima Coppa del Re battendo al Bernabéu il Real Madrid per 2-1, in rimonta dopo i tempi supplementari.
L'Atlético inizia la stagione 2013-2014 perdendo la partita di Supercoppa di Spagna contro il Barcellona per la regola dei gol fuori casa. Il campionato inizia con otto vittorie in altrettante partite: la squadra subisce il primo stop solo il 19 ottobre a Barcellona contro l'Espanyol. Il 28 settembre, come già accaduto in finale di Coppa del Re l'anno precedente, l'Atlético vince al Bernabéu per 1-0, successo che in campionato manca da 14 anni. Il 23 novembre arriva la terza vittoria di un derby di Madrid (dopo il 5-0 al Rayo Vallecano e lo 0-1 al Real Madrid): stavolta a farne le spese è il Getafe, che perde con un roboante 7-0. Con questa vittoria la squadra di Simeone sale in vetta al ranking UEFA con 138 570 punti. In campionato la vittoria per 3-2 in casa con il Levante del 21 dicembre fa sì che il girone di andata sia stato il migliore mai disputato dalla squadra di Madrid da quando sono stati istituiti i tre punti per la vittoria. Con il pareggio a reti inviolate dell'11 gennaio contro il Barcellona, l'Atletico conclude il girone di andata con 50 punti ottenuti sui 57 disponibili, disputando così un girone di andata migliore dell'anno del doblete con una media di 2,7 punti a partita, contro i 2,33 del 1995-1996. Nel corso della stagione il club riesce anche, alla 23ª giornata, a raggiungere la vetta in solitaria; era dal 1996 che questo traguardo mancava. Il 18 aprile Diego Costa realizza il gol numero 109 della squadra in stagione: mai l'Atlético aveva segnato tanto in una sola annata. Un altro record lo stabilisce il portiere Thibaut Courtois, protagonista di 26 partite su 49 senza subire reti. Il 30 aprile 2014 i colchoneros, battono il Chelsea in trasferta per 3-1 nella semifinale di UEFA Champions League dopo lo 0-0 casalingo dell'andata, approdando così alla finale di Champions League dopo 40 anni. In finale trovano i rivali concittadini del Real Madrid. Il 17 maggio 2014 l'Atlético conquista il suo decimo titolo nazionale dopo il pareggio per 1-1 contro il Barcellona. Il 24 maggio, nella finale di Champions a Lisbona, l'Atlético dice addio ai propri sogni di gloria arrendendosi ai concittadini del Real Madrid, vittorioso per 4-1 dopo i tempi supplementari. A nulla vale il vantaggio siglato da Diego Godín nel primo tempo, dato che i colchoneros si fanno raggiungere sul pari da Sergio Ramos a tempo quasi scaduto (minuto 93) e poi infilare per tre altre volte ai supplementari. Lo stesso Real Madrid elimina l'Atlético anche in semifinale di Coppa del Re, battendolo per 3-0 in casa e per 2-0 in trasferta.
Nella stagione 2014-2015 l'Atlético si aggiudica il primo trofeo stagionale il 22 agosto, imponendosi con il punteggio di 2-1 nei 180 minuti di gioco nell'ennesimo derby con il Real Madrid (pareggio per 1-1 all'andata e vittoria per 1-0 al ritorno) in Supercoppa di Spagna. La squadra di Simeone torna così a vincere la coppa dopo 29 anni. Il 29 dicembre l'Atlético Madrid viene premiato con il Globe Soccer Award 2014 per i meriti calcistici conseguiti nell'anno solare 2014, ossia titolo di campione di Spagna, vincitore della Supercoppa di Spagna e finalista di Champions League. Il 7 febbraio 2015, con la vittoria per 4-0 sul Real Madrid, i rojiblancos eguagliando un risultato che mancava al Calderón dal 1977 e in generale dal 1987. Inoltre l'Atlético riesce nuovamente a vincere contro i blancos sia all'andata che al ritorno dopo 64 anni. In seguito ai risultati conseguiti, la squadra ottiene il quinto posto del Ranking UEFA raggiungendo il miglior posizionamento nella storia del club.
Nella stagione 2015-2016 in occasione della sconfitta del 26 settembre contro il Villarreal, con 211 partite consecutive sulla panchina dei rojiblancos Diego Simeone supera il record di Luis Aragonés. Si ferma ad undici partite la striscia di imbattibilità casalinga in Champions League, in seguito alla sconfitta per 2-1 contro il Benfica. L'ultima sconfitta interna in Champions risaliva al 2010, quando i colchoneros avevano perso contro il Porto. Grazie alla terza qualificazione consecutiva ai quarti di finale, la squadra di Simeone sale al quarto posto del ranking UEFA, superando il Chelsea. Il 3 maggio 2016 i colchoneros raggiungono la seconda finale di Champions League in tre anni. Il 14 maggio, con la 24ª partita terminata a porta imbattuta, Jan Oblak vince il primo trofeo Zamora, mentre per la squadra si tratta del terzo in quattro anni. Il 28 maggio l'Atlético Madrid perde a San Siro la finale di Champions League per 5-3 ai rigori contro il Real Madrid, dopo che i tempi regolamentari si erano conclusi sull'1-1. Per i colchoneros è la terza sconfitta su tre finali giocate; inoltre, non avendo mai vinto la coppa, il club stabilisce un nuovo record negativo nella storia della massima competizione europea. Nonostante la sconfitta, sono sei i calciatori dell'Atlético inseriti nella Squadra della stagione della UEFA Champions League: Oblak, Godín, Juanfran, Gabi, Koke e Griezmann.
Décines-Charpieu, Parc Olympique Lyonnais, 16 maggio 2018
 Olympique Marsiglia -  Atlético Madrid 0-3
Marcatori:  21’,  49’ Griezmann,  89’ Gabi
OL. MARSIGLIA: Mandanda, Sarr, Rami, L. Gustavo, Amavi, Anguissa, Sanson, Thauvin, Payet (32' Lopez), L. Ocampos (55' N'Jie), Germain (74' Mītroglou). Allenatore: Garcia
ATLÉTICO MADRID: Oblak, Vrsaljko (46' Juanfran), Godín, Giménez, Lucas, Correa (88' Thomas), Gabi, Koke, Saúl, Diego Costa, Griezmann (90' F. Torres). Allenatore: Burgos
Arbitro:  Björn Kuipers
Nella stagione 2016-2017, in occasione della vittoria casalinga per 2-0 col PSV nella fase a gironi di UEFA Champions League, il neo acquisto Kevin Gameiro firma il gol numero 100 nella storia dei colchoneros in Coppa dei Campioni e il connazionale Antoine Griezmann eguaglia il record di gol in Champions League di Luis Aragonés, diventando il più prolifico attaccante colchonero nella massima competizione europea. Il 4 febbraio 2017, nel corso della partita vinta per 2-0 contro il Leganés, Fernando Torres segna il gol numero 4 500 dell'Atlético Madrid nella Liga e diventa il sesto maggior realizzatore nella storia dei rojiblancos. Il 22 maggio il portiere sloveno Oblak vince il suo secondo Trofeo Zamora consecutivo, eguagliando il record di Thibaut Courtois, con una media di 0,72 gol subiti a partita. La squadra termina terza in campionato e si ferma in semifinale sia in Coppa del Re (contro il Barcellona) che in Champions League, dove è ancora una volta fatale il confronto con il Real Madrid (che vince per 3-0 all'andata e perde per 2-1 in trasferta).
Nella stagione 2017-2018 l'Atlético scavalca Bayern Monaco e Barcellona nel ranking UEFA, piazzandosi al secondo posto dietro i cugini del Real Madrid. Il 16 settembre 2017 la squadra esordisce nel nuovo stadio, il Wanda Metropolitano, in occasione della partita valida per la quarta giornata di campionato contro il Malaga, che termina con la vittoria per 1-0 dei padroni di casa. Grazie alla vittoria per 5-0 contro il Levante del 25 novembre, la squadra di Simeone coglie il tredicesimo risultato utile consecutivo dall'inizio della Liga e supera il precedente record risalente alla stagione 1995-96. Il 10 dicembre, grazie alla vittoria per 1-0 ottenuta sul campo del Betis, l'Atlético consegue la 400ª vittoria esterna in Primera División e raggiunge quota 19 risultati utili consecutivi, ossia la migliore striscia positiva della propria storia. Il 28 febbraio 2018 in occasione della vittoria interna per 4-0 contro il Leganés Griezmann diventa il primo calciatore francese a segnare quattro gol nella stessa partita in Liga e allo stesso tempo raggiunge e supera quota 100 reti con la maglia dell'Atlético Madrid. Piazzatasi terza nel girone di Champions dietro a Roma e Chelsea, l'Atlético arriva fino alla finale di Europa League dopo aver superato in successione Copenaghen, Lokomotiv Mosca, Sporting Lisbona e Arsenal. Il 16 maggio 2018, grazie al successo contro l'Olympique Marsiglia (3-0), la squadra vince l'Europa League per la terza volta nella propria storia. Il 21 maggio 2018 Oblak vince il terzo Trofeo Zamora consecutivo e l'Atlético conclude la stagione al secondo posto nel ranking UEFA e al secondo posto nella Liga, alle spalle del Barcellona e, per la diciannovesima volta nella storia della Primera División, davanti ai cugini del Real.
La stagione 2018-2019 si apre con la vittoria della Supercoppa UEFA contro i concittadini del Real Madrid per 4-2 dopo i tempi supplementari. L'Atlético risulta così l'unica squadra ad aver vinto tre edizioni su tre disputate e Diego Costa realizza il gol più veloce nella storia della competizione. Con questo successo Simeone diventa il tecnico più vincente nella storia dei Colchoneros. Il 3 gennaio 2019 il club viene premiato ai Globe Soccer Awards come "Miglior squadra dell'anno". Il cammino stagionale in Champions League si ferma agli ottavi di finale contro la Juventus, capace di rimontare all'Allianz Stadium (3-0) la sconfitta patita all'andata al Wanda Metropolitano (2-0). Il campionato dell'Atlético si chiude con il secondo posto, a undici punti dalla vetta occupata dal Barcellona e con otto punti di vantaggio sul Real Madrid terzo.

#### Gli anni 2020

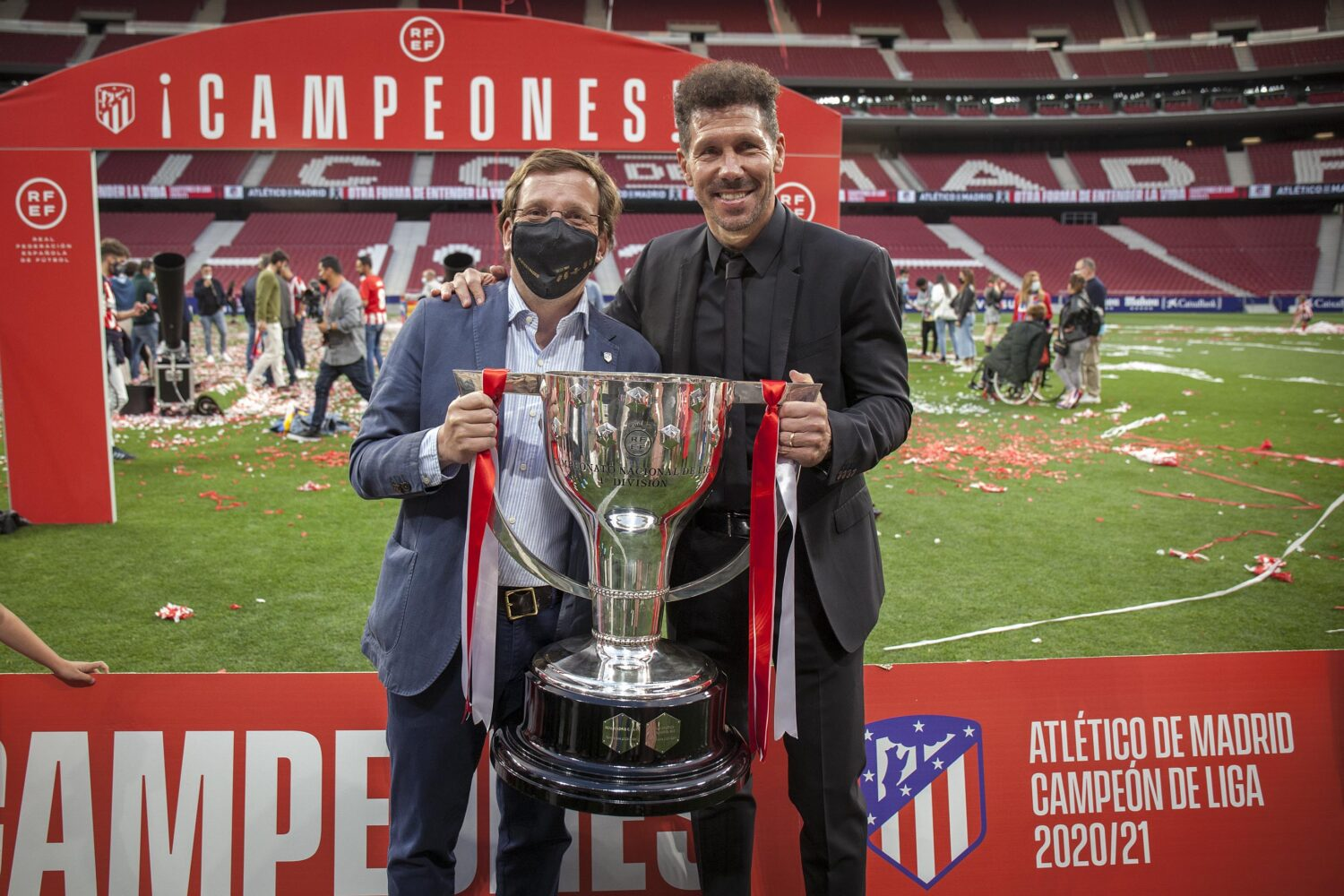
Simeone solleva la seconda Liga vinta con l'Atlético Madrid.

Il 2020 dei Colchoneros inizia con la disputa della Supercoppa di Spagna, dove la squadra viene sconfitta dal Real Madrid per 4-1 ai tiri di rigore, dopo che i tempi regolamentari e supplementari si erano conclusi a reti inviolate. L'11 marzo, con un risultato complessivo di 4-2 ottenuto ai tempi supplementari, l'Atlético supera gli ottavi di finale di UEFA Champions League eliminando i campioni in carica del Liverpool. A seguito dell'emergenza dovuta alla pandemia di COVID-19, la stagione riprende nel giugno 2020 e termina il 13 agosto; l'Atlético si fermerà ai quarti di Champions, eliminato dal RB Lipsia, e giungerà terzo in campionato.
Nel 2020-2021 la squadra inanella una serie di risultati positivi in campionato, prolungando a 21 la striscia di risultati utili consecutivi (record per il club). Il 2 dicembre 2020 l'Atlético conclude un anno di partite casalinghe da imbattuto. Eliminato al secondo turno di Coppa del Re e agli ottavi di finale di UEFA Champions League, il club, grazie alla vittoria all'ultima giornata di campionato in rimonta per 2-1 contro il Real Valladolid, mantiene il distacco dai rivali del Real Madrid e vince per l'undicesima volta il campionato. Più amara è l'annata seguente, chiusa al terzo posto in campionato, in semifinale di Supercoppa di Spagna e ai quarti di finale di Champions.
Nella stagione 2022-2023, per la prima volta da quando il Cholo siede sulla panchina dell'Atlético, i madrileni non raggiungono nessuna delle fasi finali delle competizioni europee venendo estromessi ai gironi di Champions League. Pur non riuscendo a vincere alcun trofeo e nonostante la classifica che ha visto il club fuori dal podio dopo 12 anni, la stagione seguente si caratterizza per le due vittorie ottenute contro il Real Madrid in campionato e coppa, e per il record di segnature di Antoine Griezmann che supera Luis Aragonés e diventa il miglior goleador nella storia del club.
Nella stagione 2024-2025, l'Atlético raggiunge le semifinali di Coppa del Re, ma viene sconfitto dal Barcellona, mentre in Champions viene eliminato agli ottavi dai concittadini del Real. L'8 aprile il club diventa la prima squadra di calcio in Spagna a conseguire le certificazioni ISO 14001 e ISO 20121.